# Хоћанов
Хоћанов (пољ. Chocianów) град је и седиште општине у Пољској у војводству Доње Шлеском војводству, у полковицком повјату са 8.232 становника (2005). Град се налази источно од Лублина и северно од Хојнова. Северно од Хоћанова налазе се Хоћановске шуме. Град заузима површину од 7,31 km². Густина насељености износи 1126 становника/km². Председник општине је Франћишек Скибицки (Franciszek Skibicki). Регистарске таблице су DPL.
У XIII веку у Хоћанову се налазило седиште кнеза Болка. Хоћанов има статус града од 1894. године.

## Демографија
| 2012. |
| ----- |
| 8.274 |